# S.H.E
S.H.E là nhóm nhạc nữ nổi tiếng của Đài Loan. Tên nhóm được ghép từ các chữ cái đầu của ba thành viên Trần Gia Hoa, Điền Phức Chân và Nhậm Gia Huyên. Album đầu tay của nhóm là "Girls Dorm". Tính đến năm 2009, S.H.E đã có 9 album và 3 collections, bán được hơn 15.000.000 bản.

## Quá trình thành lập
Ngày 8 tháng 8 năm 2000, nhà sản xuất HIM International Music tổ chức cuộc thi "Universal 2000 talent and Beauty Girl contest" để chọn ra những nữ ca sĩ mới có thể quảng bá cho thương hiệu của họ. Có hơn 1000 thí sinh đã đăng ký dự thi, và sau những đợt chọn lọc liên tiếp, chỉ còn lại 7 thí sinh tham gia vào phần thi cuối cùng mang tên "The Cruel Stage". Theo như đúng luật thi, trong số 7 người cuối cùng chỉ được phép chọn ra một người thắng cuộc duy nhất. Thế nhưng, ban giám khảo đã chọn cả ba người thắng cuộc là Selina, Hebe và Ella.
Với Selina, cô đến với cuộc thi bằng một sự tình cờ khi là người thế chỗ em gái mình vì cô em chưa đủ tuổi dự thi. Selina đã chinh phục ban giám khảo khi trình bày bài hát của nữ ca sĩ nổi tiếng Coco Lee, Before I fall in love. Sau đó, cô đã vượt qua khá dễ dàng các phần thi tiếp theo. Hebe, một người tháng cuộc khác thì đã đăng ký tham gia cuộc thi sau khi nghe những lời khuyên của một số người làm việc cho chương trình Cruel Stage. Trong vòng đầu tiên, Hebe gặp khó khăn khi không làm chủ được giọng hát của mình. Đến vòng thi sau cô được ban giám bảo và người quản lý đánh giá cao vì cá tính đặc biệt của cô. Ella thì tham gia cuộc thi bằng sự động viên của gia đình. Trong suốt cuộc thi, Ella đã lôi kéo được sự chú ý của ban giám khảo nhờ vào giọng hát rất đẹp và sâu lắng của mình, chính điều đó đã làm cho cô trở nên khác biệt so với những thí sinh khác.
Sau khi kết thúc cuộc thi, cả ba cô gái đều ký hợp đồng với HIM International Music, nhưng nhà sản xuất lại không muốn hợp họ thành một ban nhạc, với lý do cá tính của họ quá khác nhau và ngoại hình của họ không phù hợp với thị hiếu của khán giả lúc bấy giờ. Nhưng ở Đài Loan chưa bao giờ có một ban nhạc nữ với cá tính và ngoại hình khác biệt như thế. Do đó họ nghĩ đến việc điều đó có thể đem đến một điều gì đó mới lạ và dễ chịu, ban nhạc được thành lập với 3 cô gái thắng cuộc. Tuy nhiên, khi nghe tin đó, cả ba cô gái đều không chấp thuận với sự thay đổi vì điều đó đã không được báo trước ngay từ đầu. Cả ba người đến từ những vùng miền khác nhau, không có nhiều tiếp xúc và mối quan hệ của họ không được tốt đẹp lắm. Để khắc phục điều này, HIM đã quyết định để cả ba người sống chung trong một ký túc xá. Sau đó một tuần, cả Selina, Hebe và Ella đều cảm thấy họ có thể làm việc cùng nhau. Và một nhóm nhạc nữ ra đời, lấy tên là S.H.E. Album đầu tay Ký túc xá nữ sinh ra đời không lâu sau đó, điểm khời đầu cho hàng loạt thành công sau này của họ.

## Sản phẩm âm nhạc

### Album phòng thu
| Ngày phát hành | Tên album                  | Tên gốc                 | Ghi chú                                                                    |
| -------------- | -------------------------- | ----------------------- | -------------------------------------------------------------------------- |
| 11/9/2001      | Ký túc xá nữ sinh          | 女生宿舍                |                                                                            |
| 26/1/2002      | Công ty cổ phần thanh xuân | 青春株式會社            |                                                                            |
| 5/8/2002       | Thế giới mới đẹp tươi      | 美麗新世界              |                                                                            |
| 23/1/2003      | Together                   | Together                | Album tuyển tập+bài hát mới                                                |
| 22/8/2003      | Super Star                 | Super Star              |                                                                            |
| 6/2/2004       | Hành trình kỳ ảo           | 奇幻旅程                |                                                                            |
| 12/11/2004)    | Lại lần nữa!!              | ENCORE 安可！！         |                                                                            |
| 25/11/2005     | Không muốn trưởng thành    | 不想長大                |                                                                            |
| 21/7/2006      | Forever                    | Forever                 | Album tuyển tập+bài hát mới                                                |
| 11/5/2007      | Play                       | Play                    |                                                                            |
| 23/9/2008      | Đài phát thanh của tôi     | 我的電台 FM S.H.E       | Album kỹ thuật số                                                          |
| 22/6/2009      | Bản đồ tình yêu            | 爱的地图                |                                                                            |
| 26/3/2010      | SHERO                      | SHERO                   |                                                                            |
| 16/11/2012     | Hoa lại nở rộ rồi          | 花又开好了              |                                                                            |
| 22/12/2017     | Băng nhạc xưa              | 小時帶 S.H.E’s in style | Album tái bản (Bộ băng cassette 13 album của S.H.E, kỷ niệm 16 năm ra mắt) |

### Đĩa mở rộng
Mãi luôn tồn tại / 永远都在 (26/8/2016)